# Sijodullo Schahidij
Sijadullo Schahidij (tadschikisch Зиёдулло Шаҳидӣ, russisch Зиядулло Мукадасович Шахиди Sijadullo Mukadassowitsch Schachidi, englisch Ziyodullo Shakhidi; * 21. Apriljul. / 4. Mai 1914greg. in Samarkand, Russisches Kaiserreich, heute Usbekistan; † 25. Februar 1985 in Duschanbe, Tadschikische SSR, Sowjetunion) war ein sowjetisch-tadschikischer Komponist.

## Leben und Schaffen
Sijodullo Schahidij wuchs in Samarkand auf. Sein Vater, der Dichter Mukaddaskhan Schahidij, wurde in den Jahren des Großen Terrors unter Stalin interniert und starb 1937 an den Folgen der Haft. Sijodullo Schahidij erlernte mehrere Instrumente und wurde zunächst als Ghichak-Spieler und Liedkomponist bekannt. 1939 zog er nach Stalinabad (heute Duschanbe) und wurde Leiter des Gesang- und Tanz-Ensembles der Tadschikischen Staatsphilharmonie, ein Amt, das er bis 1952 innehatte. Er nahm ab 1940 Unterricht in einem Studio des tadschikischen Komponistenverbands und schrieb in der Zeit des Zweiten Weltkriegs eine Reihe von Liedern wie Watan-Watan (Ватан-Ватан) nach Worten des Poeten Abulqossim Lohutij, und einige dieser Lieder wurden schnell populär. 1942 schuf er gemeinsam mit dem armenischen Komponisten Sergei Balassanjan die Musikkomödie Rosija (Розия), die im Tadschikischen Opern- und Balletthaus in Duschanbe aufgeführt wurde. Daraufhin durchlief er von 1943 bis 1946 beim Komponistenverband eine erste Ausbildung bei Balassanjan und Alexander Stepanowitsch Lenski (1910–1978).
Danach ging er nach Moskau und setzte die Ausbildung von 1946 bis 1949 am Nationalitäten-Studio des Moskauer Konservatoriums bei Jewgeni Iossifowitsch Messner (1897–1967) fort. Nach drei weiteren Jahren als Komponist in Duschanbe entschloss er sich zu einem regulären Kompositionsstudium am Moskauer Konservatorium, das er von 1952 bis 1957 bei Wladimir Fere, einem Förderer zentralasiatischer Musik, absolvierte. Zurück in Duschanbe, übernahm Schahidijbis 1960 den Vorsitz des tadschikischen Komponistenverbands. Seinen ersten Erfolg als Komponist im klassischen Bühnengenre feierte er 1960, als seine Oper Komde i Modan (Комде и Модан) nach einer Liebesgeschichte des persisch-indischen Dichters Abd al-Qadir Bidil im Opern- und Balletthaus uraufgeführt wurde. Mitte der 1960er Jahre war er vorübergehend Direktor der städtischen Musikschule. Danach wandte er sich verstärkt dem Genre der sinfonischen Dichtungen zu und schrieb u. a. das musikalische Poem 1917 (1967) über das Jahr der Februarrevolution.
In den 1970er Jahren beschäftigte sich Schahidij intensiv mit Kunstmusikstilen wie dem persischen Maqam und dem tadschikischen Schaschmaqam-System, was sich in dem Orchesterwerk Buzruk (1972) niederschlug, benannt nach einem Maqam-Modus. Sein Ziel war es, Maqam mit Sinfonik zu verbinden und diese Musiktradition mit europäischen, zeitgenössischen Kompositionstechniken zu kombinieren. Vor diesem Hintergrund komponierte er eines seiner Hauptwerke, die Symphony of Maqams (1977), in der er tadschikische Melodien mit dissonanten Reibungen und ostinaten Rhythmen verknüpft.
Schahidij starb mit 70 Jahren im Februar 1985 in Duschanbe.

## Werk und Einordnung
Sijodullo Schahidij hinterließ ein Werk, das sowohl „leichte“ wie auch „ernste“ Gattungen umfasst. Er schrieb mehr als 300 Lieder sowie Musik für Theater und Film. Darüber hinaus komponierte er Orchesterwerke, darunter sinfonische Dichtungen, Sinfonien und Suiten, ferner Opern, Operetten, Oratorien, Kantaten und Kammermusik. Zu den Interpreten und Orchestern, die seine Werke einspielten, zählten Gennadi Roschdestwenski, Mark Ermler, Maxim Schostakowitsch, das Orchester des Bolschoi-Theaters und das Tschaikowsky-Symphonieorchester des Moskauer Rundfunks.
Schahidij wird als Begründer der modernen sinfonischen Musik in Tadschikistan bezeichnet. Er gilt als wichtiger Vertreter einer ersten Gruppe prägender Komponisten aus den zentralasiatischen Sowjetrepubliken.
1989 wurde in Duschanbe das Ziyodullo Shahidi Republican Museum of Musical Culture eröffnet, geleitet von Munira Schahidij, der Tochter des Komponisten. In der Folge kam es 1992 zur Gründung einer nach Schahidij benannten Stiftung. Zum 90. Geburtstag des Komponisten 2004 fand in Duschanbe ein 1. Internationales Festival für zeitgenössische Musik statt.

## Auszeichnungen
Sijodullo Schahidij wurde 1964 mit dem Titel Volkskünstler der Tadschikischen SSR ausgezeichnet. 1985 wurde er mit dem Staatspreis Tadschikistans, benannt nach dem persischen Dichter Rudaki, geehrt.

## Familie
Sein Sohn Tolib Schahidij (* 1946) ist als Komponist tätig, sein Enkel Tabris (* 1975) als Produzent.